# 愛宕神社 (鴻巣市原馬室)
愛宕神社（あたごじんじゃ）は、埼玉県鴻巣市の神社。

## 歴史
1105年（長治2年）に創建された。武蔵少掾藤井元国は勝軍地蔵（愛宕権現）に対する信仰が篤く、勝軍地蔵の霊場を訪ね歩いていた。当地に至り、庵があったので、そこに一泊することになった。その庵の主は実は勝軍地蔵であり、元国のために姿を現したのであった。元国はこの地に勝軍地蔵を祀る神社を創建することになった。
1333年（正慶2年）、新田義貞は鎌倉幕府に反旗を翻した（元弘の乱）。義貞の家臣の世良田利長は剣を奉納して戦勝を祈願した。
江戸時代は、近くの妙楽寺が別当寺であった。

## 交通アクセス
- 路線バス西高尾四丁目停留所より徒歩25分。